# José Alvarado (beisbolista)
José Antonio Alvarado Lizarzabal, (nacido en Caja Seca, Zulia, Venezuela, el 21 de mayo de 1995). Es un lanzador de béisbol profesional, que juega para la organización Tiburones de La Guaira, en la Liga Venezolana de Béisbol Profesional (LVBP).

## Carrera como beisbolista

### 2012
El 13 de marzo de 2012, Tampa Bay Rays firmaron a José Alvarado a un contrato de ligas menores. El 11 de mayo de 2012, José Alvarado fue asignado a los VSL Rays (Venoco #2 (Pirelli de Guacara)) de la liga Venezuelan Summer League. En la temporada se fue de 2 juegos ganados y 3 perdidos, con una efectividad de 3.81, lanzó 12 juegos, ponchando a 20 bateadores en 26 Inning, permitió 20 hit, 14 carreras, 0 jonrón y 17 base por bolas, obteniendo un WHIP (walks plus hits per inning pitched) de 1.423.

### 2013
José Alvarado continua con los VSL Rays, en esta temporada se fue de 1 juego ganados y 8 perdidos, con una efectividad de 1.97, lanzó 13 juegos todos como abridor del partido, ponchando a 54 bateadores en 45 Inning y 2/3, permitió 41 hit, 23 carreras, 2 jonrones y 21 base por bolas, obteniendo un WHIP de 1.358.

### 2014
El 7 de mayo de 2014, José Alvarado fue asignado a GCL Rays de La Gulf Coast League de la clase Rookie. En la temporada se fue de 1 juego ganado y 5 perdidos, con una efectividad de 3.79, lanzó 12 juegos, 11 de ellos como abridor, ponchando a 46 bateadores en 40 Inning Y 1/3, permitió 28 hit, 28 carreras, 1 jonrón y 29 base por bolas, obteniendo un WHIP (walks plus hits per inning pitched) de 1.433.

### 2015
El 20 de junio de 2015, José Alvarado fue asignado a Los Princeton Rays de La Appalachian League, de la clase Rookie. En la temporada se fue de 5 juegos ganados y 5 perdidos, con una efectividad de 9.53, lanzó 5 juegos, los 5 como abridor, ponchando a 18 bateadores en 17 Inning, permitió 18 hit, 19 carreras, 1 jonrón y 13 bases por bolas, obteniendo un WHIP de 1.824.
El 27 de julio de 2015, 'Princeton Rays' colocaron a José Alvarado en la lista temporalmente inactiva. EL 3 de octubre de 2015 'Princeton Rays' activan a Alvarado de la lista temporalmente inactiva.
LVBP
10 de noviembre de 2015	José Alvarado es asignado a la organización Tiburones de La Guaira, equipo perteneciente a la Liga Venezolana de Béisbol Profesional (LVBP). Hace su debut en la liga el 11 de noviembre de 2015, en la temporada invernal se fue de 1 juego ganado y 1 perdido, con una efectividad de 1.42, lanzó 14 juegos, ponchando a 7 bateadores en 6 Inning y 1/3, permitió 7 hit, 2 carreras, 0 jonrones y 5 bases por bolas, obteniendo un WHIP de 1.895. Culmina la temporada el 28 de diciembre de 2015.

### 2016
El 5 de abril de 2016, José Alvarado es asignado a Bowling Green Hot Rods de la Midwest League de la Clase A (Media). Hace su debut en esta liga el 7 de abril de 2016, se fue de 2 juegos ganados y 0 perdidos, con una efectividad de 1.46, lanzó 10 juegos, ponchando a 34 bateadores en 24 Inning y 2/3, permitió 12 hit, 5 carreras, 0 jonrones y 17 bases por bolas, obteniendo un WHIP de 1.176. Participó con los Bowling Green Hot Rods hasta el 13 de mayo de 2016.
El 15 de mayo de 2016 José Alvarado fue asignado a Charlotte Stone Crabs de La Florida State League de la Clase A Avanzada (Fuerte). Hace su debut con el equipo el 17 de mayo de 2016, se fue de 2 juegos ganados y 1 perdido, con una efectividad de 3.91, lanzó 27 juegos, ponchando a 51 bateadores en 46 Inning, permitió 38 hit, 27 carreras, 1 jonrón y 38 bases por bolas, obteniendo un WHIP de 1.652. Participó con los Charlotte Stone Crabs hasta el 4 de septiembre de 2016.
El 18 de noviembre del 2016, la organización de Tampa Bay Rays selecciona a José Alvarado para un contrato de ligas menores con el equipo Charlotte Stone Crabs.
LVBP
Los Tiburones de La Guaira recibieron a José Alvarado a su segunda zafra con el equipo, quien viene de una gran temporada en las menores de los Tampa Bay Rays con los equipos de Charlotte Stone Crabs (Clase A avanzada) y Bowling Green Hot Rods (Clase A media).
El 2 de diciembre de 2016 La FVB definió lista de 50 jugadores al Clásico Mundial de Béisbol, En la lista preliminar presentada en el pasado mes de septiembre se encuentran algunos jugadores que salieron por razones personales o se encuentran recuperándose de las lesiones que sufrieron en la pasada temporada de las Grandes Ligas, en la lista se encuentra José Alvarado

### 2017
El 17 de marzo de 2017,	Tampa Bay Rays eligió a José Alvarado para jugar con los Durham Bulls de la International League de la Triple A.
El 4 de abril de 2017, José Alvarado es de nuevo asignado a Montgomery Biscuits de Durham Bulls.
El 3 de mayo de 2017, José Alvarado hace su debut con la organización de Los Tampa Bay Rays hasta el 28 de septiembre, finalizando la temporada con cero (0) Juego Ganados y tres (3) perdidos, con una efectividad de 3.64, Permite 24 Hit, 12 carreras, 12 carreras limpias, 1 Home run, 9 Base por bolas, ponchó a 29 jugadores, en 29.2 Inning, WHIP 1.112, compartió con los Durham Bulls de la International League,

### 2018
el 30 de marzo de 2018, vuelve a participar con la organización de Los Tampa Bay Rays hasta el 28 de septiembre.